# KISS (鉄道車両)
KISSはスイスの鉄道車両メーカーであるシュタッドラー・レールが展開する2階建て電車のブランドである。計画時はDOSTOのブランド名で呼ばれていた。

## 概要
2008年にスイス連邦鉄道との間で車両導入の契約が成立して以降、2016年の段階で8ヶ国に242編成・1145両が導入されている、高い収容力を持つ2階建て電車。車体は軽量かつ頑丈なアルミニウム合金を採用しており、扉は都市圏での使用を考慮し両開き扉を採用している。最高速度は160km/hで、編成は最短2両、最高8両編成まで対応している。また顧客の要望に応じたカスタマイズも可能で、着席定員数も最大1000人まで増やす事が出来る。特に旧ソ連各国の鉄道路線に導入された編成は独自の仕様となっており、KISS Eurasiaとも呼ばれている。
また、並行してインターシティなど都市間長距離運用に適したKISS200と呼ばれるブランドも展開しており、車内にカフェスペースが設置されている他、最高速度も200km/hに変更されている。
なお、名称のKISSはドイツ語で「快適・革新的・高速な都市近郊列車（komfortabler innovativer spurtstarker S-Bahn-Zug）」と言う意味である。

## 導入例

### KISS160

#### スイス（スイス連邦鉄道）
チューリッヒのSバーンを始めとした各地の路線へ向け、スイス連邦鉄道は2008年4月と2014年4月に6両69編成、2010年4月には4両24編成の発注を行っており、さらに、2021年には従来の契約のオプションを行使して6両60編成を発注している。

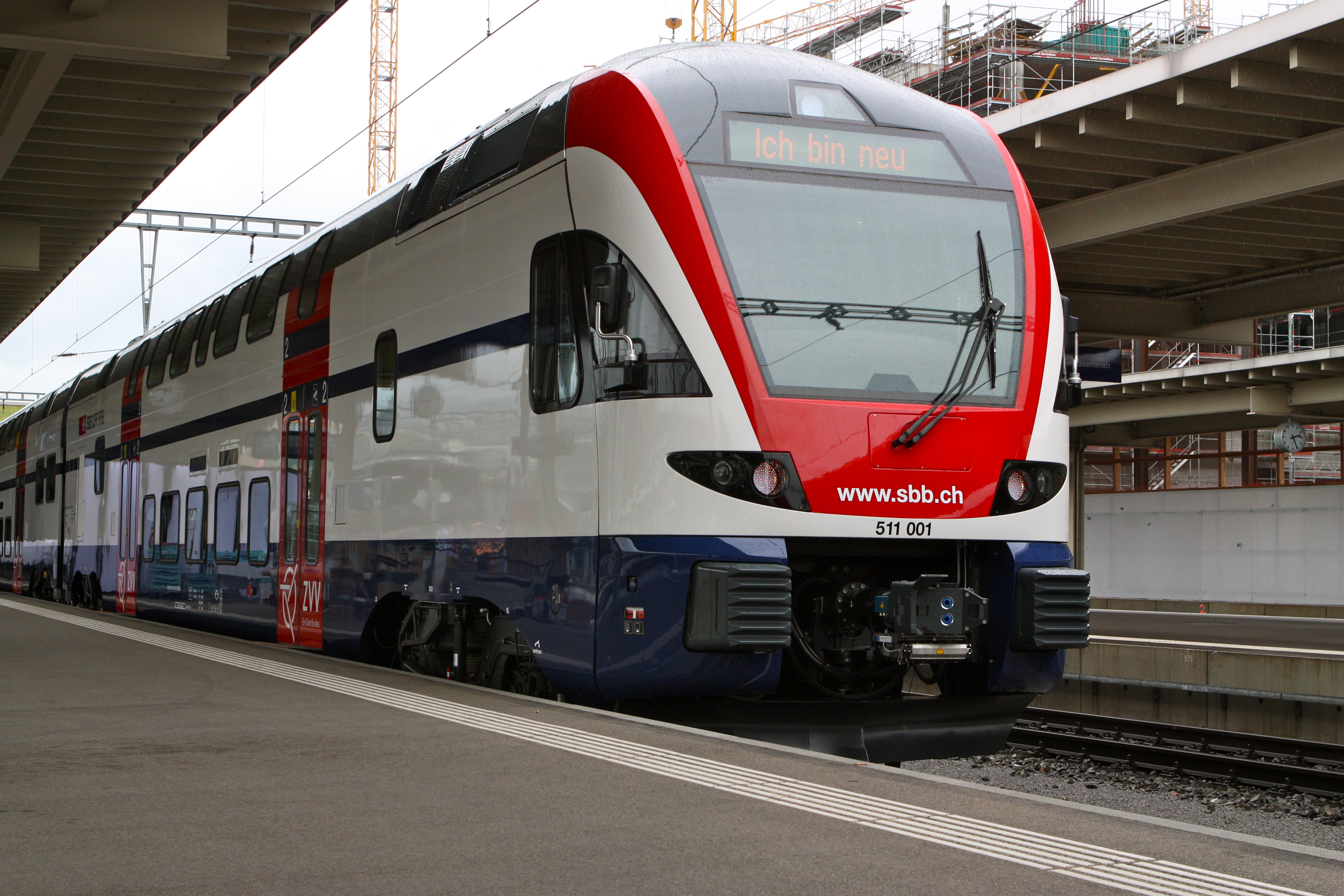
チューリッヒ中央駅に停車中のKISS

#### スイス（BLS AG）
スイスの私鉄であるBLS AGが運営するベルン近郊のSバーンへ向け、4両編成31本のKISSが導入されている。EU諸国の鉄道車両における安全基準として2008年に制定されたEN15227に基づき、上記のスイス連邦鉄道向けの編成から前面デザインが変更されている。

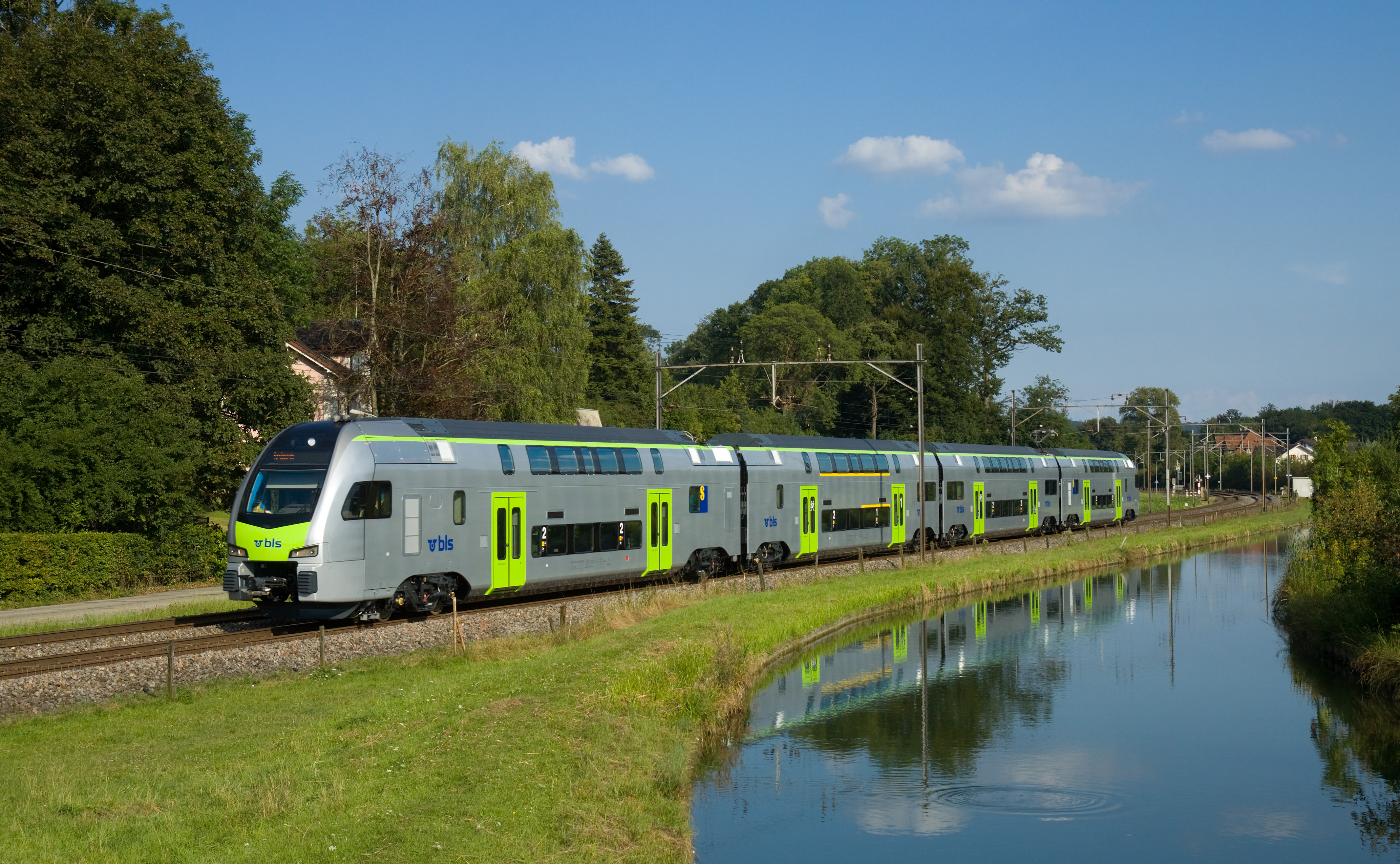
BLS AGに導入されたKISS

#### ドイツ（東ドイツ鉄道）
ベルリンやブランデンブルク州で地域輸送を行う東ドイツ鉄道（ODEG, Ostdeutsche Eisenbahn GmbH）は、2009年12月にベルリン・パンコウ区にあるシュタッドラーの工場で製造されたKISSの導入を決定し、2018年8月現在4両編成16本が在籍している。
自転車を使う利用客を考慮し車内には自転車用のスペースが設置されており、前面は安全基準・EN15227に基づいた設計となっている。
2012年に最初の編成が完成したがドイツ連邦当局からの承認が遅れ、営業運転開始日は2013年1月8日となった。

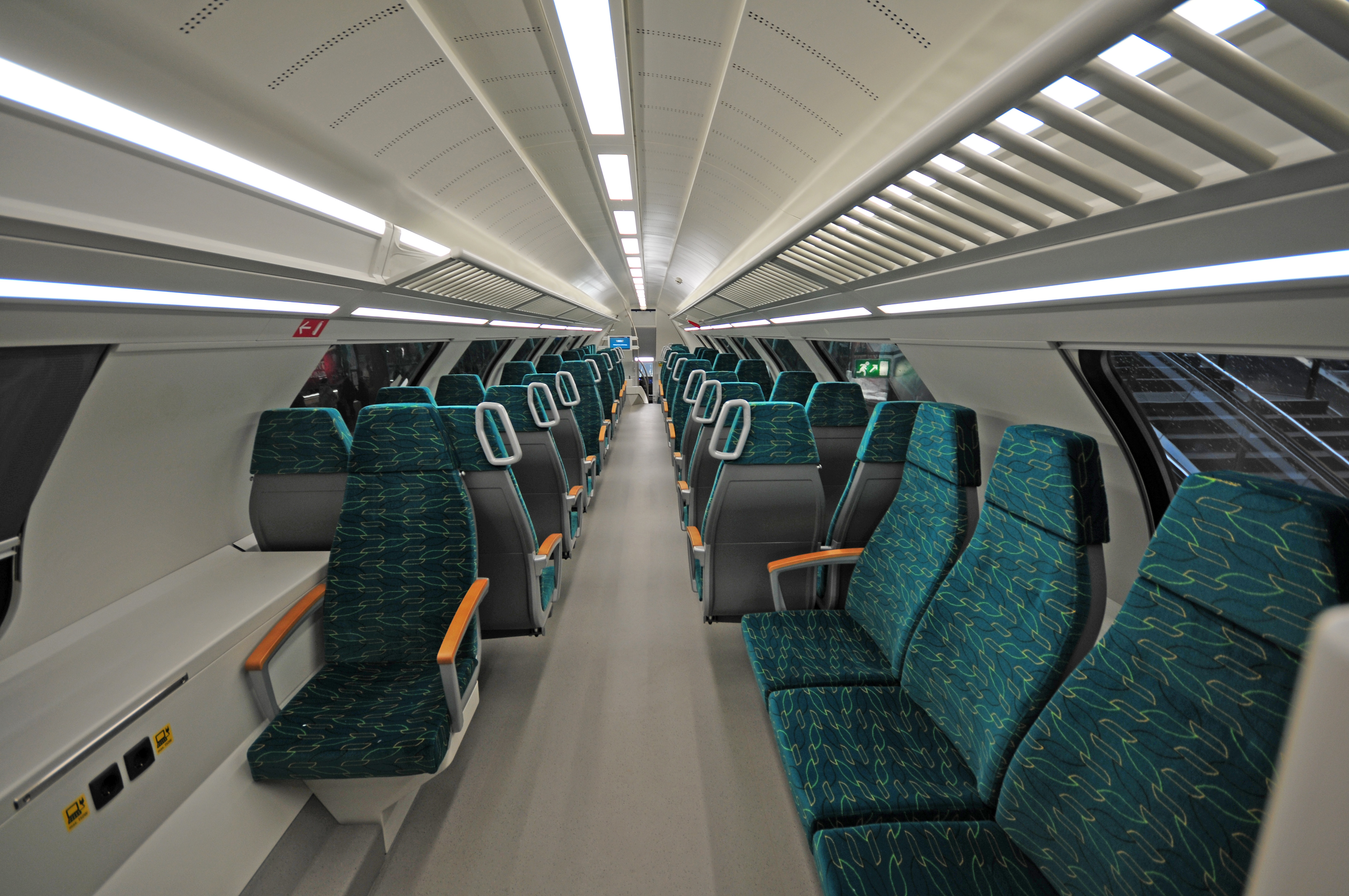
内装（2階席）

#### ドイツ（ヴェストファーレンバーン）
ドイツ北部で旅客列車の運用を行うヴェストファーレンバーン（WFB, Westfalenbahn）では、2018年8月現在6両編成13本のKISSが営業運転に用いられている。2013年2月に同じくシュタッドラーの鉄道車両であるFLIRTと共に発注が行われ、営業運転開始は2015年12月である。
一部の2階席は優等座席になっているほか、車内には自転車収容スペースも設置されている。

#### ルクセンブルク
2014年12月から、ドイツ国境を越える国際列車としてルクセンブルク国鉄が所有する3両編成のKISS（2300形電車）が営業運転を開始した。当初は8本が導入されたが、同年新たに11本の追加発注が行われ、それらの増備車については優等座席数が増加している。
ルクセンブルク国鉄とドイツ鉄道双方の電圧に対応した複電圧車となっているのが特徴である。

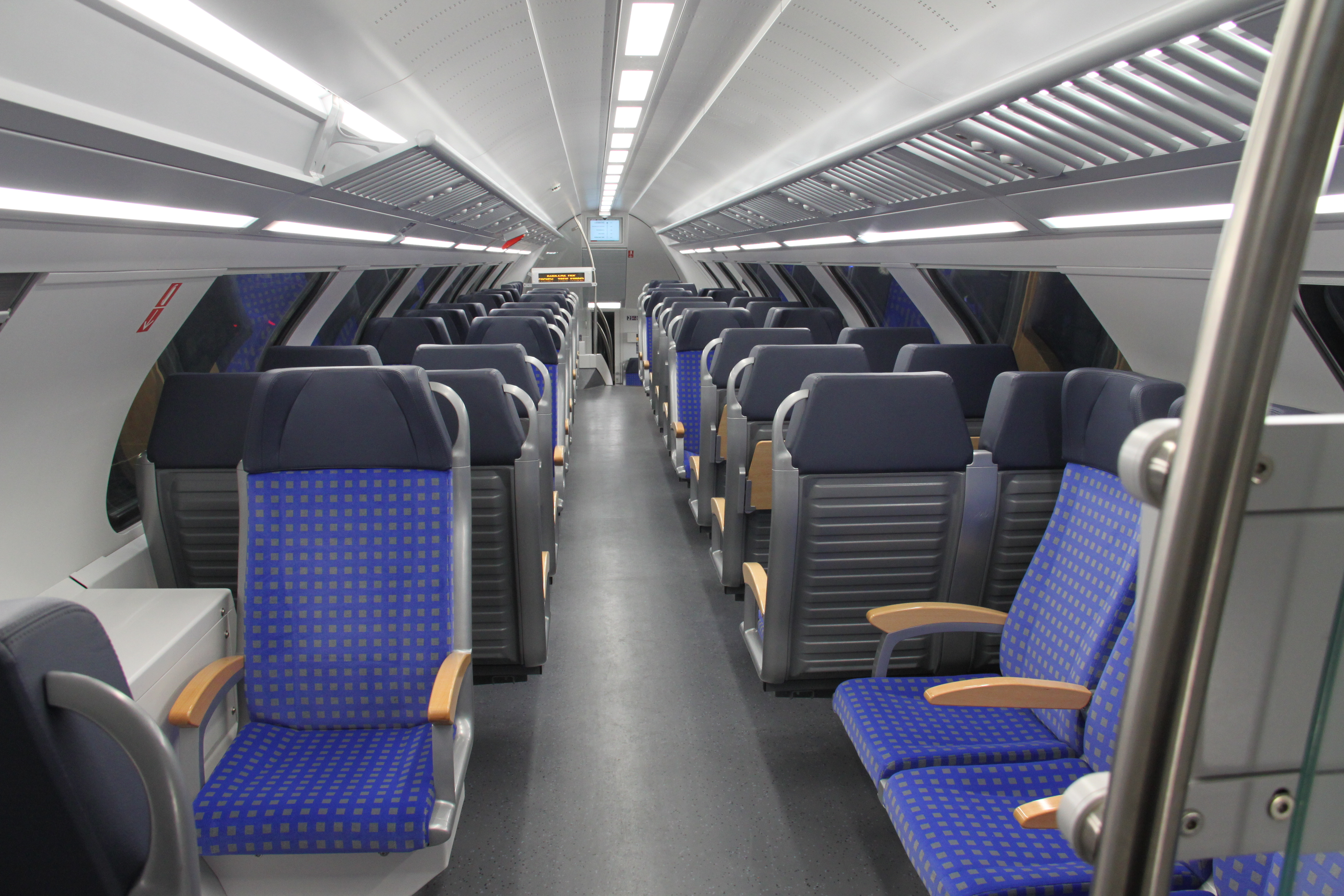
内装（2階席）

#### アメリカ
アメリカ・カリフォルニア州で通勤列車を運行しているカルトレイン（Caltrain）は、環境対策や高速運転を目的に2016年にそれまで非電化区間であった路線の電化計画を承認し、併せて新規に導入する2階建て車両をシュタッドラー・レールへ発注した。車体の安全性やバリアフリー設備はアメリカの安全基準に合わせて設計されており、自転車通勤者の需要に合わせ車内には自転車を置くことが出来るエリアが設置されている。また低床式プラットホームに適応した扉が一階部分に増設されている。
編成は4両編成、営業最高速度は177km/h（毎時110マイル）で、2019年から16本の製造が予定されている。

#### スウェーデン

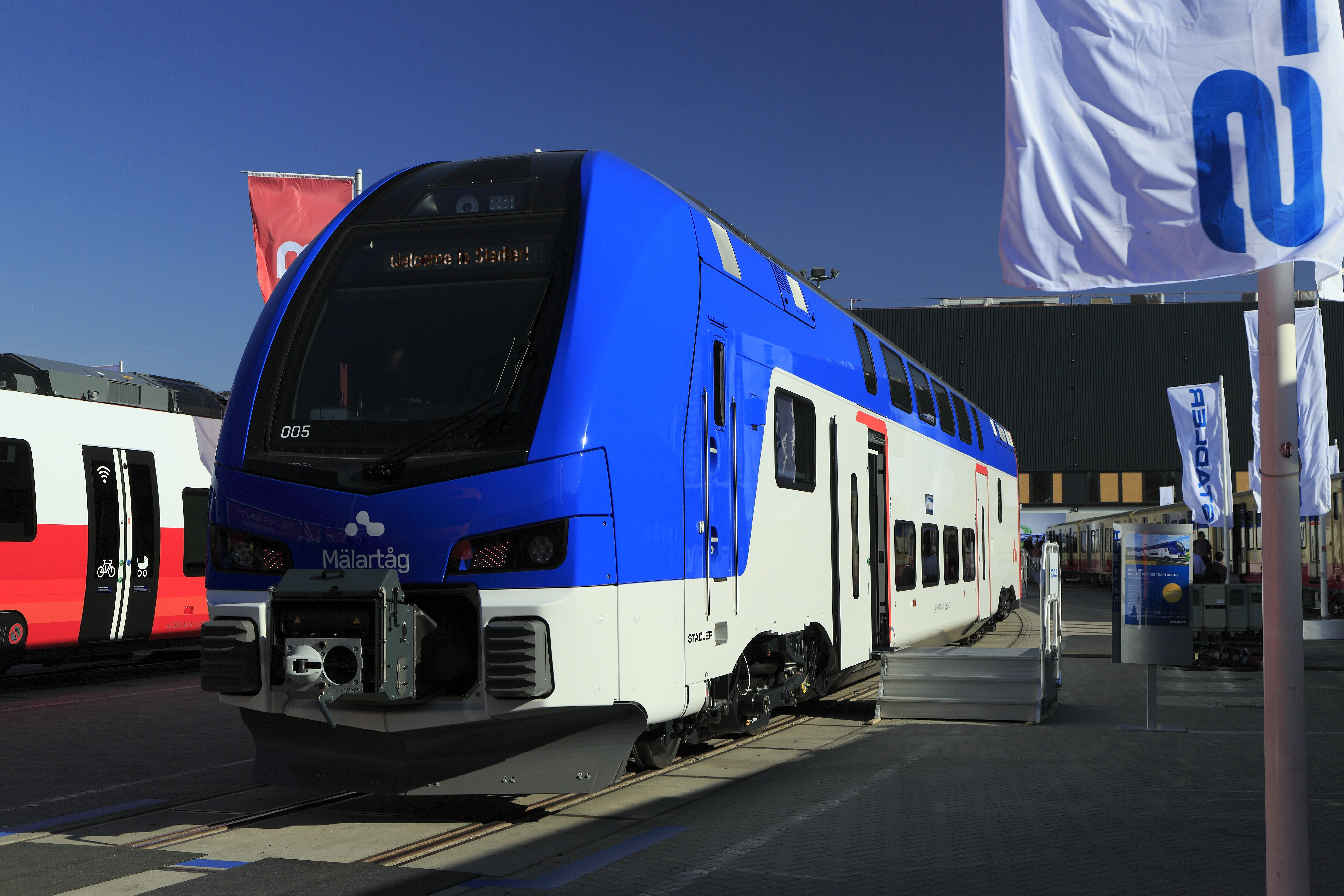
イノトランス2018で展示された車両

2016年6月20日、シュタッドラーはスウェーデンの交通機関運営事業者であるMälabとの間で4両編成33本のKISSを製造する契約を結んだ事を発表した。当初は2015年6月に受注が確定していたが、競合他社からその際の入札内容に関して異議が唱えられ、裁判の結果それが却下された事で改めて契約を行った経緯を持つ。最高速度は200km/hで、スウェーデンの気候に対応した耐寒仕様となっている。
2018年6月27日に最初の編成がストックホルム中央駅で公開され、2019年から営業運転を開始する。

#### ハンガリー

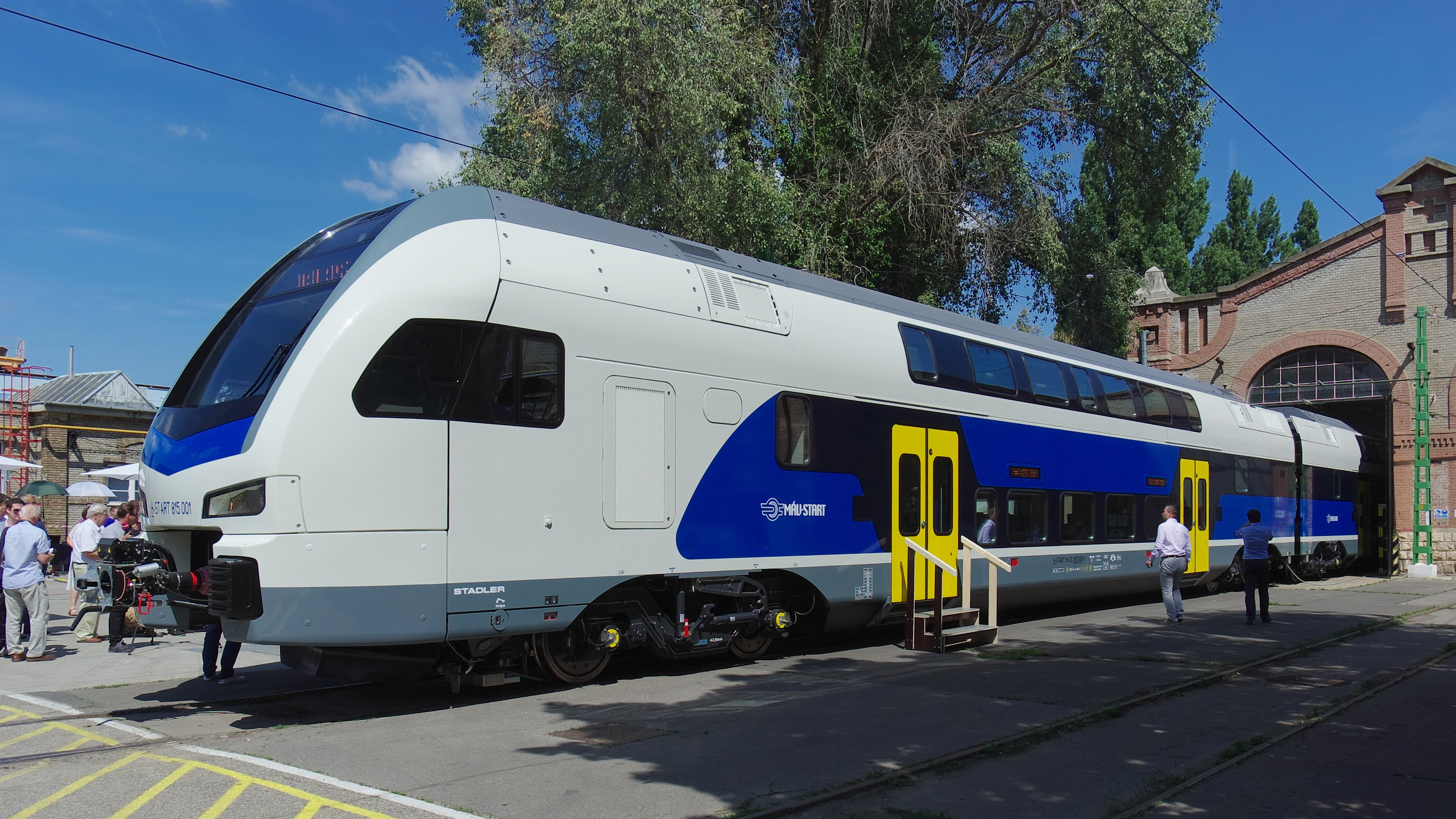
ドゥナケシ客車工場で出庫されるハンガリー国鉄815形電車

2017年4月12日に、シュタッドラーはハンガリー国鉄との間で6両編成6本のKISSを製造する契約を結んだ事を発表した。これはブダペスト近郊の鉄道需要の拡大によるもので、ハンガリー初の2階建て電車となる。着席定員数は600人、最高速度は160km/hで、2019年の運行開始を予定している。また、契約内容によりハンガリー国鉄には最低10編成の購入が義務付けられている。
| 号車           | 1 | 2 | 3 | 4 | 5 | 6 |
| 形式・車両番号 | 94 55 1815 xxx-y H-START | 94 55 3815 xxx-y H-START | 94 55 4815 xxx-y H-START | 94 55 5815 xxx-y H-START | 94 55 6815 xxx-y H-START | 94 55 2815 xxx-y H-START |
| 車種           | 制御電動車 | 付随車 | 付随車 | 付随車 | 付随車 | 制御電動車 |
| 軸配置         | Bo'Bo' | 2'2' | 2'2' | 2'2' | 2'2' | Bo'Bo' |
| その他設備     | | | 自転車スタンド | 多用度スペース | | |
| 備考           | - 編成長: 155,880mm、全高: 4595 mm - 電気方式: 25 kV / 50 Hz（交流） - 起動加速度: 1.1 m/s2 - 定格出力（編成）: 4000 kW（500 kW / 基） - 保安装置: EVM、ETCS（レベル2） | - 編成長: 155,880mm、全高: 4595 mm - 電気方式: 25 kV / 50 Hz（交流） - 起動加速度: 1.1 m/s2 - 定格出力（編成）: 4000 kW（500 kW / 基） - 保安装置: EVM、ETCS（レベル2） | - 編成長: 155,880mm、全高: 4595 mm - 電気方式: 25 kV / 50 Hz（交流） - 起動加速度: 1.1 m/s2 - 定格出力（編成）: 4000 kW（500 kW / 基） - 保安装置: EVM、ETCS（レベル2） | - 編成長: 155,880mm、全高: 4595 mm - 電気方式: 25 kV / 50 Hz（交流） - 起動加速度: 1.1 m/s2 - 定格出力（編成）: 4000 kW（500 kW / 基） - 保安装置: EVM、ETCS（レベル2） | - 編成長: 155,880mm、全高: 4595 mm - 電気方式: 25 kV / 50 Hz（交流） - 起動加速度: 1.1 m/s2 - 定格出力（編成）: 4000 kW（500 kW / 基） - 保安装置: EVM、ETCS（レベル2） | - 編成長: 155,880mm、全高: 4595 mm - 電気方式: 25 kV / 50 Hz（交流） - 起動加速度: 1.1 m/s2 - 定格出力（編成）: 4000 kW（500 kW / 基） - 保安装置: EVM、ETCS（レベル2） |

#### スロベニア

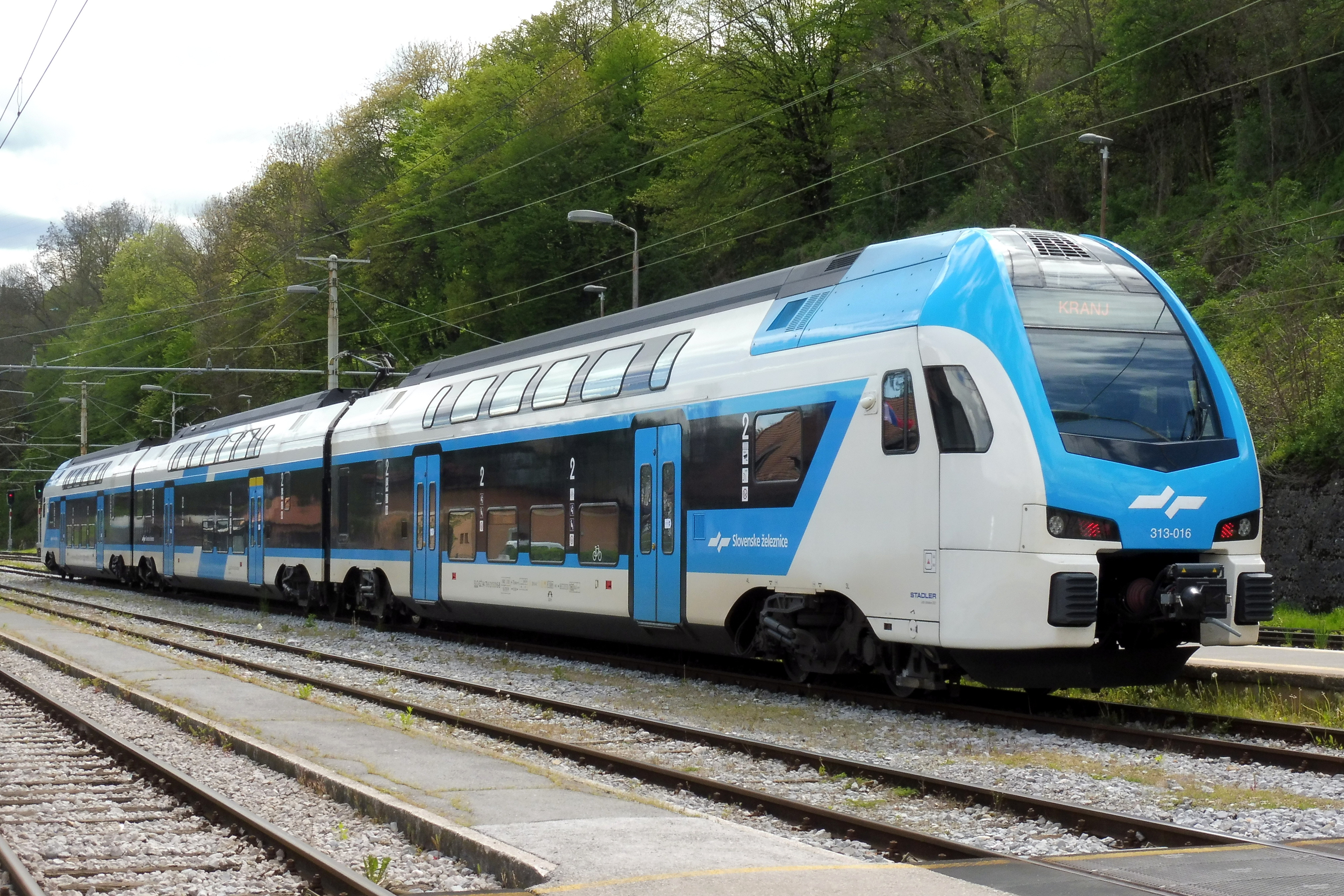
スロベニア：スロベニア鉄道
（313/318形）

2018年、スロベニアの国有鉄道であるスロベニア鉄道は、旅客列車の近代化を目的にシュタッドラー・レールとの間に新型車両導入の契約を交わした。その中にはスロベニア国内向け車両である「KISS」も含まれており、3両編成10本が2022年から営業運転に用いられている。

### KISS200

#### オーストリア

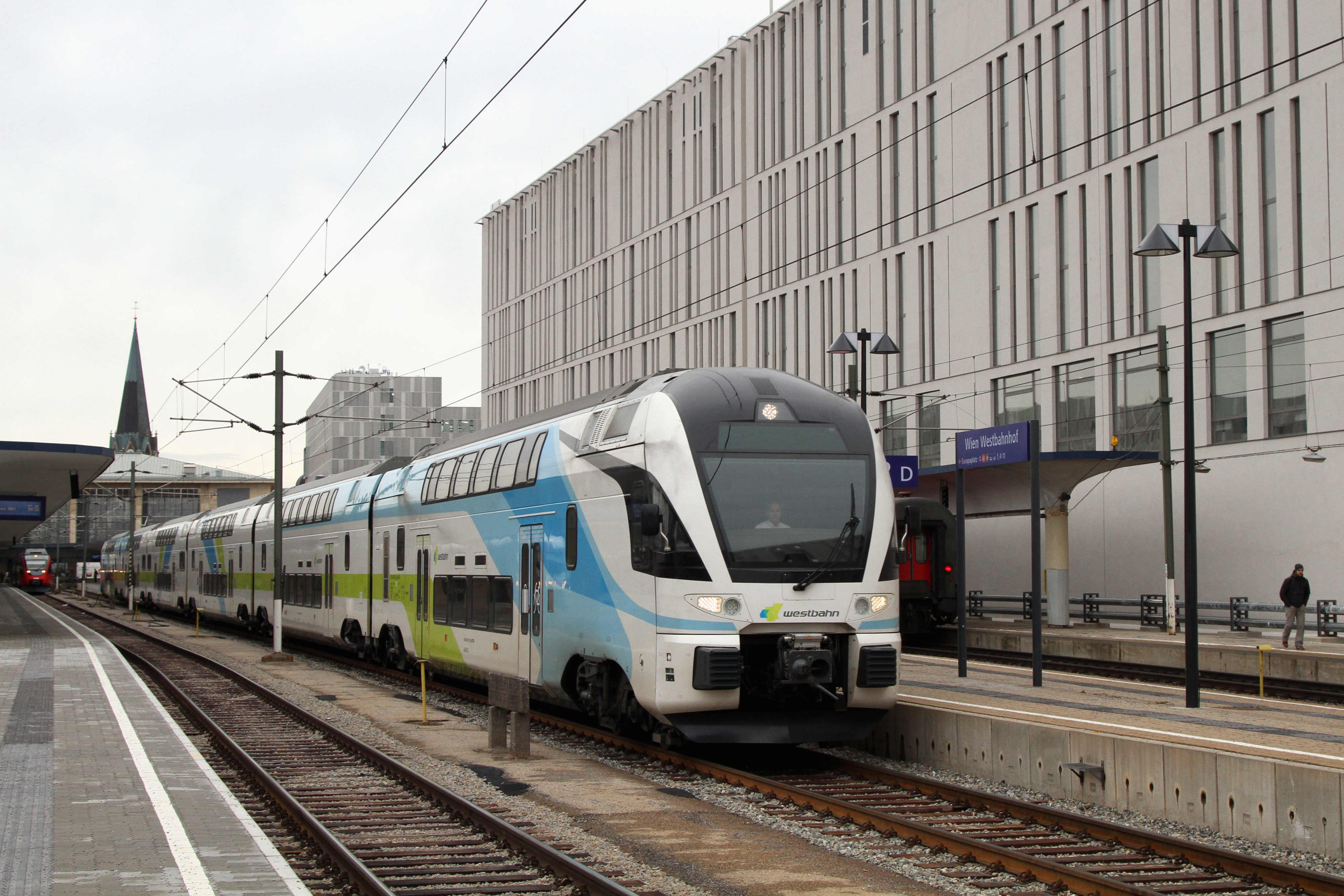
ウェストバーン鉄道で運用中のKISS200

オーストリアで都市間列車を運営している列車運行会社（オープン・アクセス・オペレーター）であるウェストバーン （WESTbahn Management GmbH）では、営業開始時から全列車に長距離向けのKISS200を導入している。
| 号車           | 1 | 2 | 3 | 4 | 5 | 6 |
| 形式・車両番号 | 93 85 4010 xxx-y | 93 85 4010 xxx-y | 93 85 4010 xxx-y | 93 85 4010 xxx-y | 93 85 4010 xxx-y | 93 85 4010 xxx-y |
| 車種           | 制御電動車 | 付随車 | 付随車 | 付随車 | 付随車 | 制御電動車 |
| 軸配置         | Bo'Bo' | 2'2' | 2'2' | 2'2' | 2'2' | Bo'Bo' |
| その他設備     | | | | | | |
| 備考           | - 編成長: 150,000 mm、全高: 4595 mm - 床面高さ - 扉: 570 mm, 一階: 440 mm, 二階: 2515 mm - 電気方式: 15 kV / 16.7 Hz（交流） - 起動加速度: 0.85 m/s2 - 定格出力（編成）: 4000 kW（500 kW / 基） | - 編成長: 150,000 mm、全高: 4595 mm - 床面高さ - 扉: 570 mm, 一階: 440 mm, 二階: 2515 mm - 電気方式: 15 kV / 16.7 Hz（交流） - 起動加速度: 0.85 m/s2 - 定格出力（編成）: 4000 kW（500 kW / 基） | - 編成長: 150,000 mm、全高: 4595 mm - 床面高さ - 扉: 570 mm, 一階: 440 mm, 二階: 2515 mm - 電気方式: 15 kV / 16.7 Hz（交流） - 起動加速度: 0.85 m/s2 - 定格出力（編成）: 4000 kW（500 kW / 基） | - 編成長: 150,000 mm、全高: 4595 mm - 床面高さ - 扉: 570 mm, 一階: 440 mm, 二階: 2515 mm - 電気方式: 15 kV / 16.7 Hz（交流） - 起動加速度: 0.85 m/s2 - 定格出力（編成）: 4000 kW（500 kW / 基） | - 編成長: 150,000 mm、全高: 4595 mm - 床面高さ - 扉: 570 mm, 一階: 440 mm, 二階: 2515 mm - 電気方式: 15 kV / 16.7 Hz（交流） - 起動加速度: 0.85 m/s2 - 定格出力（編成）: 4000 kW（500 kW / 基） | - 編成長: 150,000 mm、全高: 4595 mm - 床面高さ - 扉: 570 mm, 一階: 440 mm, 二階: 2515 mm - 電気方式: 15 kV / 16.7 Hz（交流） - 起動加速度: 0.85 m/s2 - 定格出力（編成）: 4000 kW（500 kW / 基） |

#### ドイツ

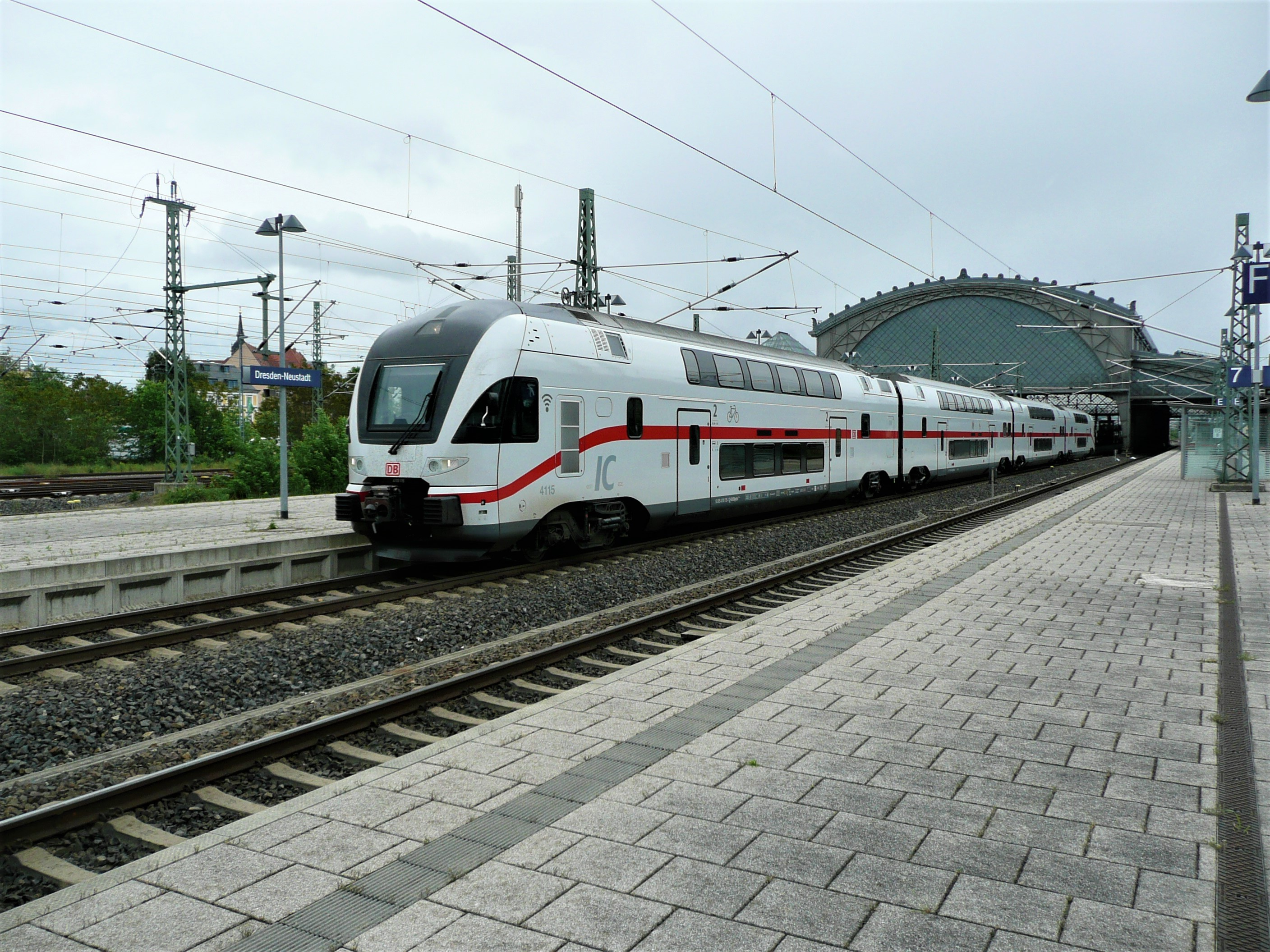
ドイツ鉄道のKISS200

メンテナンス費用の高騰や利用客に比べての車両数過剰などの理由により、上記のウェストバーン鉄道が導入したKISS200は全車ドイツ鉄道へ譲渡される。ドイツ鉄道ではインターシティ（インターシティ2）に使用される事になっており、2020年3月から4両編成9本を用いロストック - ドレスデン間で営業運転を開始した。今後は更に車両の譲渡が行われ、2022年からはシュトゥットガルト - チューリッヒ間でも営業運転を行う予定となっている。

### KISS Eurasia

#### ロシア連邦
ロシア連邦で空港連絡列車を運営するアエロエクスプレス（ООО «Аэроэкспресс»）のうち、特にモスクワ郊外にあるドモジェドヴォ空港とパヴェレツキー駅を結ぶ系統は2013年の段階で年間1700万人近くの乗客が利用し、空席を見つける事が困難なほどに混雑していた。しかし路線の過密ダイヤの影響で列車の増発は難しく、現在のサービスの維持が課題となっていた。そこでアエロエクスプレスはより多数の乗客を輸送することが出来る2階建て電車の導入を決定。複数企業による入札の結果、それまで欧州各地に展開していたKISSの実績などが評価され2013年5月にシュタッドラー・レールが6億8,500万ユーロで契約を獲得した。
欧州各地の鉄道路線に比べ、ロシア連邦を始めとしたソ連国鉄を由来とする鉄道網は線路幅が1,520mmと広いだけではなく建築限界も大きく、気象条件も異なる。それに適応させるため、シュタッドラーは新たな設計の二階建て電車を用意することとなった。これがKISS Eurasia（Евразия）である。なお、ロシア（アエロエクスプレス）向けの車両についてはKISS RUS (АЭРО)の名称でも呼ばれている。
編成は4両編成と6両編成が存在し、最大3編成まで総括制御が可能である。また編成内の電動車は制御車・付随車と比べて全長が短い。
車体はアルミニウム製で、軽量化とコスト削減が同時に実現している他、ロシアの気候に合わせ-50℃の低温にも耐えることが出来る構造となっている。営業最高速度は160km/h、設計最高速度は200km/hである。車内は多数の乗客に対応した構造になっている事に加え、バリアフリーや安全性にも考慮した設備となっている。またwi-fi通信にも対応している。
内装
- 扉・エントランス
- 2階へ向かう階段付近
- 1階へ向かう階段付近
- ビジネスクラス席
- 普通席
- 運転台

2014年に最初の車両が落成したが、後述のルーブル暴落も含めたロシア連邦の経済情勢の中で導入が遅れ、2017年10月からキエフスキー～ヴヌーコヴォ国際空港間で営業運転を開始した。同年の11月からは当初の計画路線であったドモジェドヴォ空港～パヴェレツキー間でも使用されている。最初の3編成はスイスのアルテンハインの工場で、以降の編成はベラルーシ・ミンスクの工場で製造がおこなわれている。
なお、アエロエクスプレスに導入された編成についてはESh2形（ЭШ2）の形式名が与えられている。

#### アゼルバイジャン、ジョージア
2014年以降製造が行われたKISS eurasiaであったが、2014年に起きたルーブル暴落の影響によりアエロエクスプレスは新車導入代金のうち42億4,000万ルーブルが支払えない状態に陥り、最終的に交渉の末一部編成の導入をキャンセルする事となった。その後、これらの編成については旧ソ連と同規格の路線網を有する他国への販売が検討され、最終的にアゼルバイジャン鉄道（Azərbaycan Dəmir Yolları）とジョージア鉄道（საქართველოს რკინიგზა）が購入する事となった。
そのうちアゼルバイジャン鉄道は2015年初頭にESh2形（EŞ2）として4両編成5本を導入する契約を交わし、同年に開催された2015年ヨーロッパ競技大会に合わせて6月からバクー～スムガイト間で営業運転を開始した。最高速度は160km/hで、塗装は白を基調とし中央部に黒の帯が描かれたものに改められている。
一方、ジョージア鉄道にはGRS形（GRS）と言う形式名で4両編成4本が導入されており、2017年からトビリシ～バトゥミ間で営業運転を開始した。こちらも塗装がアエロエクスプレスから変更されており、ジョージアの国旗を基調にしたデザインになっている。

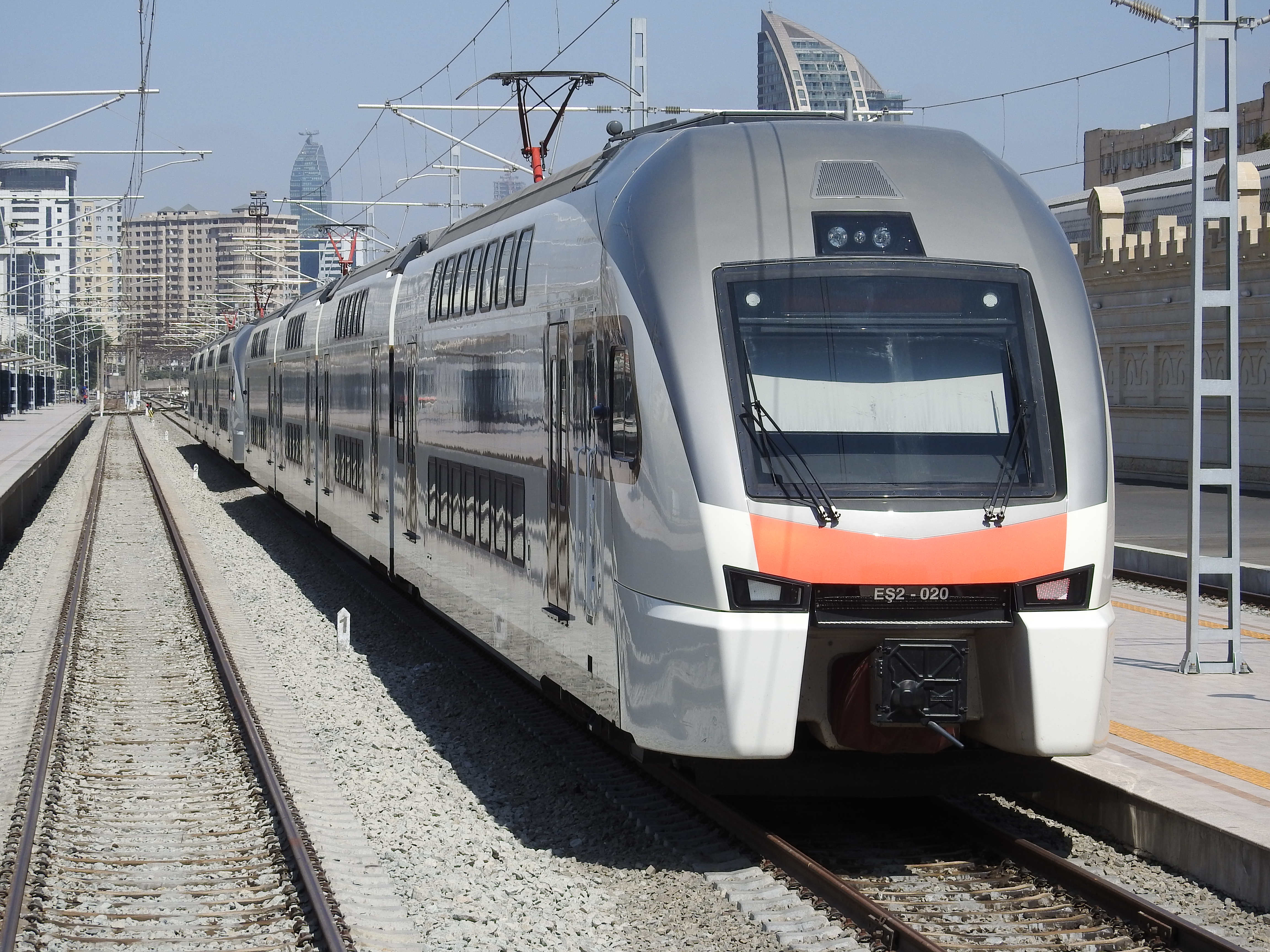
バクー旅客駅に停車中のEN2形電車
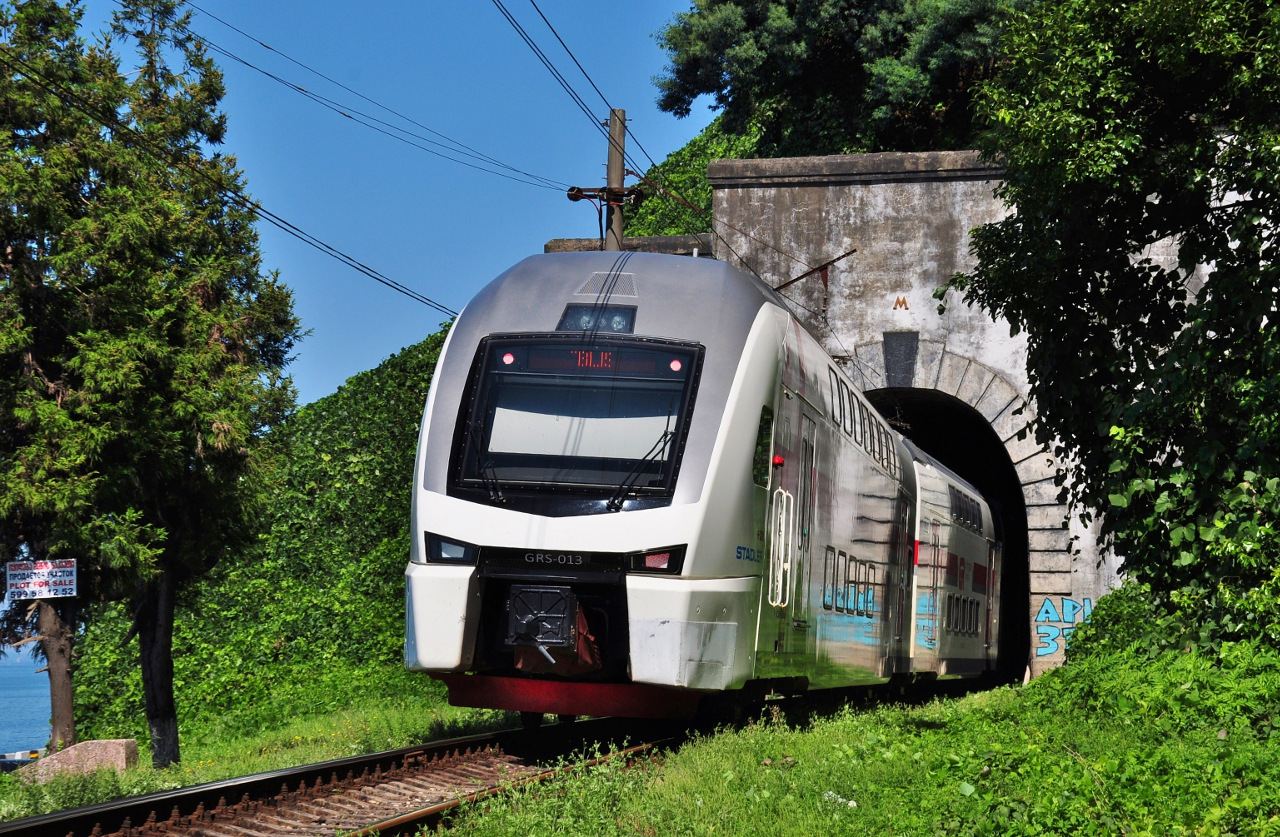
マキンジャウリ駅近くのトンネルを走行中のGRS形電車